# Bahnhof München Heimeranplatz
Der Bahnhof München Heimeranplatz ist ein Bahnhof im Stadtteil Schwanthalerhöhe der bayerischen Landeshauptstadt München. Er wird von Zügen der Bayerischen Oberlandbahn sowie der S-Bahn München bedient und ist mit dem U-Bahnhof Heimeranplatz an der Stammstrecke 3 der Münchner U-Bahn verbunden.

## Geschichte
Der Stationskomplex wurde bei den Planungen zu der neu zu bauenden U-Bahn-Stammstrecke 3 als Umsteigeknoten zu der hier verlaufenden S7 konzipiert. Die S-Bahn-Station wurde am 26. September 1982 eröffnet, der U-Bahnhof nahm gemeinsam mit der U5 am 10. März 1984 den Betrieb auf. Der Bahnsteig für die S20 wurde am 28. Oktober 2001, dem ersten Betriebstag der Linie, eröffnet. Er soll laut aktuellen Planungen zu einem barrierefreien Mittelbahnsteig mit zwei Gleisen umgebaut werden. Dadurch können von Pasing kommende S-Bahnen bei Sperrungen der Stammstrecke zum Heimeranplatz umgeleitet werden, von dort ist die Weiterfahrt Richtung Innenstadt mit der U-Bahn möglich.

## Aufbau

### S-Bahn und Regionalverkehr
Der Bahnhof Heimeranplatz besteht faktisch aus zwei Betriebsstellen, nämlich der Betriebsstelle München Heimeranplatz, die einen Haltepunkt mit Mittelbahnsteig an der Bahnstrecke München–Lenggries sowie eine Gleisverbindung zur südwestlich parallel verlaufenden Bahnstrecke München–Rosenheim umfasst, sowie dem Bahnhof München Heimeranplatz West an der eingleisigen Sendlinger Spange, der mit einem Seitenbahnsteig ausgestattet ist. Dazwischen verläuft die Bahnstrecke München-Laim–München Süd parallel, aber ohne Verbindung zu den genannten Eisenbahnstrecken. Beide Betriebsstellen werden gemeinsam als Station kommuniziert. Der Mittelbahnsteig ist mit den Gleisnummern 1 und 2 versehen, hier halten die S-Bahn-Linie S7 und die Züge der Bayerischen Oberlandbahn. Am Seitenbahnsteig auf Gleis 11 hält die S-Bahn-Linie S20.
Von Gleis 1 und 2 führen Abgänge zu beiden Seiten der Garmischer Straße, die im Bahnsteigbereich auf einer Brücke überquert wird, der nordseitige Abgang ist mit einem Aufzug ausgestattet. Außerdem gelangt man von dort direkt in das westliche Sperrengeschoss der U-Bahn-Station. Gleis 11 ist barrierefrei vom Josef-Rank-Weg aus erreichbar.

### U-Bahn
Der U-Bahnhof Heimeranplatz wurde am 10. März 1984 gemeinsam mit der U-Bahn-Stammstrecke 3 eröffnet. Er erstreckt sich in zweifacher Tieflage zwischen dem Heimeranplatz und dem Josef-Rank-Weg. Sowohl die Metallplatten an den Hintergleiswänden aus auch die Fließen der Säulenreihe am Bahnsteig sind in Brauntönen gehalten, außerdem zieht sich das charakteristische gelbe Linienband von U4 und U5 durch den Bahnhof. Die Decke ist mit quer zur Fahrtrichtung laufenden weißen Latten bestückt, um eine Blendwirkung der Beleuchtung zu vermeiden. Der benachbarte U-Bahnhof Westendstraße wurde gleichartig gestaltet, nur die Farbgebung ist unterschiedlich.
Stadtauswärts gelangt man über ein Sperrengeschoss zu dem Bahnsteigen der S-Bahnen und Regionalzüge, zur Ridlerstraße und zum Josef-Rank-Weg. Am stadteinwärtigen Ende sind über ein weiteres Sperrengeschoss die Trappentreustraße und die Garmischer Straße erreichbar, ferner führt eine Fußgängerpassage von dort zwischen den U-Bahngleisen unter dem Trappentreutunnel hindurch zum Ausgang Heimeranstraße. Ein Aufzug verbindet den Bahnsteig mit dem stadteinwärtigen Sperrengeschoss und der Oberfläche.

### Busverkehr
Die Metrobuslinien 52 und 62 bedienen gleichnamige Haltestellen am Heimeranplatz. Die Stadtbuslinie 130 hält an der Haltestelle Heimeranplatz Süd an der Westendstraße beim Josef-Rank-Weg.

## Verkehr
| Linie | Strecke | Taktfrequenz                                                       |
| ----- | --- | ------------------------------------------------------------------ |
| RB58  | München Hbf – München Donnersbergerbrücke – München Heimeranplatz – München Harras – München-Solln – Deisenhofen (– Holzkirchen – Rosenheim) | 60-Minuten-Takt werktags (in der HVZ angenäherter 30-Minuten-Takt) |
| S7    | Wolfratshausen – Icking – Ebenhausen-Schäftlarn – Hohenschäftlarn – Baierbrunn – Buchenhain – Höllriegelskreuth – Pullach – Großhesselohe Isartalbahnhof – Solln – Siemenswerke – Mittersendling – Harras – Heimeranplatz – Donnersbergerbrücke – Hauptbahnhof | 20-Minuten-Takt                                                    |
| S20   | Höllriegelskreuth – Pullach – Großhesselohe Isartalbahnhof – Solln – Siemenswerke – Mittersendling – Heimeranplatz – Pasing (– Leienfelsstraße – Aubing – Puchheim – Eichenau – Fürstenfeldbruck – Buchenau – Schöngeising – Grafrath – Türkenfeld – Geltendorf) | Einzelfahrten                                                      |
| U4    | Westendstraße – (806 m) – Heimeranplatz – (671 m) – Schwanthalerhöhe – (927 m) – Theresienwiese – (711 m) – Hauptbahnhof – (521 m) – Karlsplatz (Stachus) – (811 m) – Odeonsplatz – (933 m) – Lehel – (928 m) – Max-Weber-Platz – (791 m) – Prinzregentenplatz – (838 m) – Böhmerwaldplatz – (552 m) – Richard-Strauss-Straße – (756 m) – Arabellapark | 10-Minuten-Takt, nur werktags in der HVZ                           |
| U5    | Laimer Platz – (670 m) – Friedenheimer Straße – (791 m) – Westendstraße – (806 m) – Heimeranplatz – (671 m) – Schwanthalerhöhe – (927 m) – Theresienwiese – (711 m) – Hauptbahnhof – (521 m) – Karlsplatz (Stachus) – (811 m) – Odeonsplatz – (933 m) – Lehel – (928 m) – Max-Weber-Platz – (1080 m) – Ostbahnhof – (1602 m) – Innsbrucker Ring – (982 m) – Michaelibad – (1708 m) – Quiddestraße – (778 m) – Neuperlach Zentrum – (764 m) – Therese-Giehse-Allee – (722 m) – Neuperlach Süd | werktags überwiegend 5-Minuten-Takt, sonst 10-Minuten-Takt         |

Die Züge der Bayerischen Oberlandbahn von München Hauptbahnhof nach Lenggries, Tegernsee und Bayrischzell durchfahren die Station ohne Halt.